# Władimir Mirgorod
Władimir Wiktorowicz Mirgorod ros. Владимир Викторович Миргород (ur. 1 listopada 1979 w Moskwie) – rosyjski seryjny morderca i gwałciciel zwany Dusicielem. W latach 2003–2004 zamordował 18 osób.

## Życiorys
Po ukończeniu szkoły średniej podjął studia w Moskiewskim Instytucie Stali. Studiów nie ukończył, lecz rozpoczął pracę zawodową.

## Zabójstwa
Pierwszego zabójstwa Mirgorod dokonał w styczniu 2003, a jego ofiarą padła 25-letnia kobieta, która przyjechała do Moskwy z Mińska. Po zabójstwie ukradł należące do niej cenne przedmioty. Dwa miesiące później zgwałcił i zamordował 22-letnią kobietę, która przyjechała z Omska. Trzecią ofiarą zabójcy była 20-latka, którą również zgwałcił i zamordował. 18 kwietnia 2003 zabił 33-letnią Natalię Kuroczkinę z Nowosybirska. W lipcu w moskiewskim Ogrodzie Botanicznym zgwałcił i zamordował 28-letnią kobietę. Ostatnimi na liście ofiar była 50-letnia kobieta i jej 15-letni syn, który był świadkiem zabójstwa. Swoje ofiary udusił własnoręcznie, wykorzystując do tego części ich odzieży.

## Proces i wyrok
Przed aresztowaniem Mirgoroda rosyjska milicja nie łączyła wszystkich popełnionych przez niego zabójstw z jednym sprawcą. W 2004 został aresztowany za gwałt i próbę kradzieży. Wyrokiem sądu został skazany na 5 lat więzienia wyłącznie za to przestępstwo. Więzienie opuścił pod koniec 2010. Postępowanie w jego sprawie wznowiono, gdy porównano jego odciski palców z tymi, które znaleziono na miejscach zbrodni. Mirgorod początkowo przyznał się do dokonania ośmiu zabójstw, lecz badania genetyczne potwierdziły jego udział w aż szesnastu zabójstwach. W 2012 Mirgorod został skazany na karę dożywotniego pozbawienia wolności. Od sierpnia 2012 odbywa karę w kolonii karnej Czarny Birkut.

## Drugi proces
W wyniku śledztwa prowadzonego w latach 2024-2025 zostało potwierdzone sprawstwo Mirgoroda w zabójstwie 33-letniej kobiety i 16-letniej dziewczynki, których ciała odnaleziono w Moskwie. W czerwcu 2025 Mirgorod ponownie stanął przed Sądem Rejonowym w Moskwie, który tym razem skazał go na 22 lata pozbawienia wolności.